# ANBO-III
ANBO-III – litewski samolot szkolny z końca lat 20. XX wieku.

## Historia

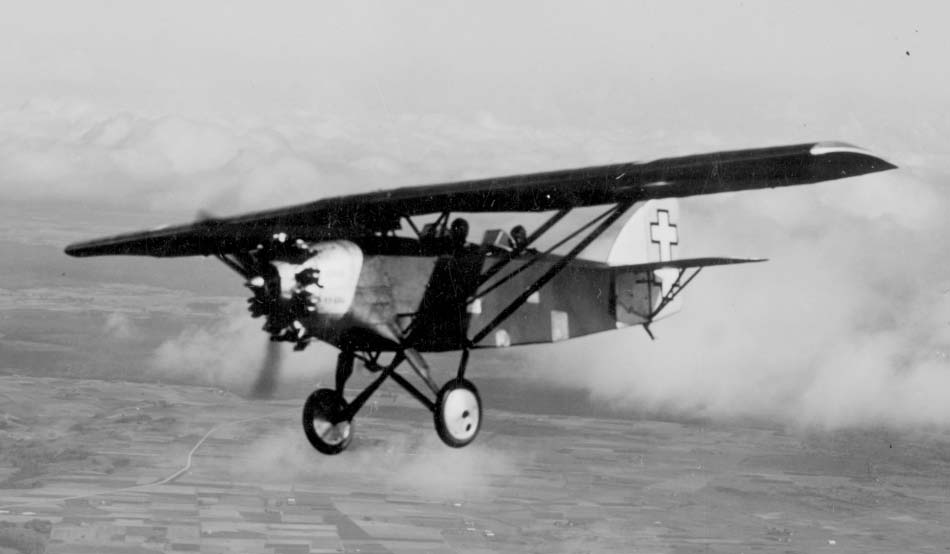
ANBO-III w locie.

W okresie międzywojennym na Litwie skonstruowano niewielką liczbę samolotów. W latach 1924–1927 w Warsztatach Lotniczych w Kownie zbudowano po jednym egzemplarzu płatowców ANBO-I i ANBO-II konstrukcji por. Antanasa Gustaitisa. W październiku 1929 roku Gustaitis stworzył swój trzeci samolot, ANBO-III, który przeznaczony był do szkolenia w wyższym pilotażu. Po raz pierwszy na Litwie podjęto produkcję seryjną tego samolotu, budując od września 1929 do września 1931 roku dziewięć egzemplarzy ANBO-III (maszyny miały numery ewidencyjne 33, 39–42, 44–45, 47–48). Płatowce używano do szkolenia zaawansowanego w lotnictwie wojskowym do 1940 roku, kiedy to ze stanu spisano ostatnie pięć sztuk. Samoloty były łatwe w pilotażu. W ciągu 10 lat użytkowania wypadkowi uległ tylko jeden z nich: 28 sierpnia 1935 roku rozbiciu uległa maszyna nr 41, a w katastrofie śmierć poniósł aspirant wojskowy inż. Alfonsas Klygis.

### Incydent graniczny
7 kwietnia 1933 roku o godzinie 14:00 nieopodal zaścianka Sulszczyzna położonego przy stacji kolejowej Zawiasy na linii z Wilna do Kowna, w rejonie działania Batalion KOP „Troki” wylądował przymusowo ANBO-III nr 44, pilotowany przez ppor. Juozasa Nausedę. Podczas lądowania maszyna uległa niewielkim uszkodzeniom, m.in. zostało rozerwane poszycie kadłuba i zgięta łopata śmigła. Samolot został zbadany przez komisję z 5. Pułku Lotniczego, po czym wraz z pilotem przewieziony do Wilna, a stamtąd za pośrednictwem Łotwy oddany Litwinom (Polska i Litwa nie utrzymywały stosunków dyplomatycznych).

## Opis konstrukcji i dane techniczne
ANBO-III był jednosilnikowym, dwumiejscowym górnopłatem szkolnym konstrukcji drewnianej. Rozpiętość skrzydeł wynosiła 10,55 metra, a powierzchnia nośna miała wielkość 18,2 m². Płat był odchylony do tyłu o 5 stopni, w jego centralnej części znajdowały się zbiorniki paliwa. Kadłub o szkielecie wykonanym z rurek stalowych, kryty blachą duralową. Długość samolotu wynosiła 6,9 metra. Masa własna płatowca wynosiła 556 kg, zaś masa całkowita (startowa) 820 kg. Podwozie klasyczne, stałe, amortyzowane sznurem gumowym.
Napęd stanowił początkowo chłodzony powietrzem 9-cylindrowy silnik gwiazdowy Walter Mars o mocy 96 kW (130 KM). W egzemplarzach wyprodukowanych w latach 1930–1931 montowano 7-cylindrowe silniki gwiazdowe Armstrong Siddeley Genet Major o mocy 88 kW (120 KM). Prędkość maksymalna wynosiła 180 km/h z silnikiem Mars i 174 km/h z silnikiem Genet Major, zaś prędkość minimalna 75 km/h. Maszyna osiągała pułap 4500 metrów.